# Acacia acinacea
Acacia acinacea är en ärtväxtart som beskrevs av John Lindley. Acacia acinacea ingår i släktet akacior, och familjen ärtväxter. Utöver nominatformen finns också underarten A. a. brevipedunculata.

## Bildgalleri

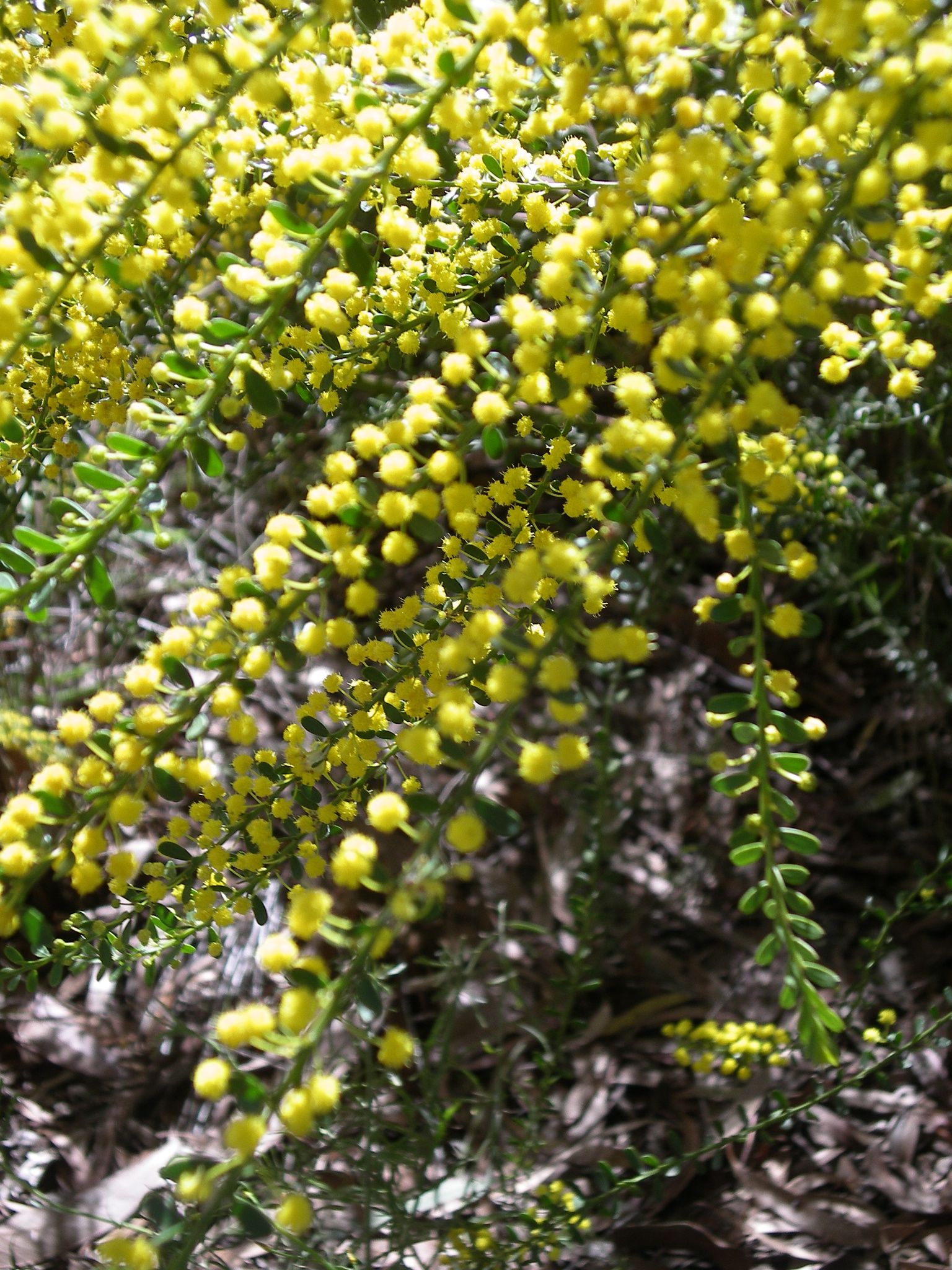
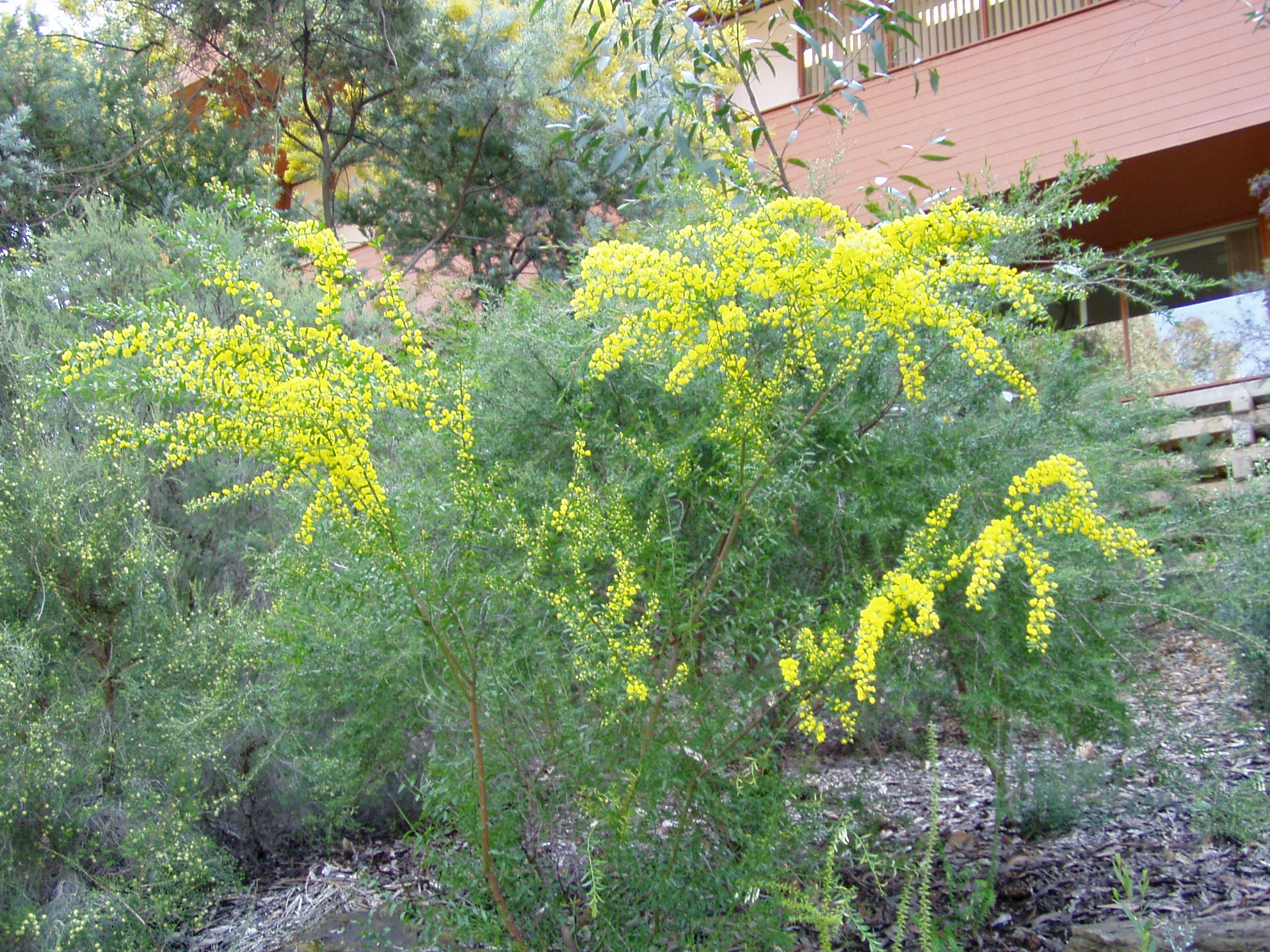